# Nyssodrysternum gratum
Nyssodrysternum gratum är en skalbaggsart som beskrevs av Monné 1985. Nyssodrysternum gratum ingår i släktet Nyssodrysternum och familjen långhorningar. Inga underarter finns listade i Catalogue of Life.